# Anania conisanalis
Anania conisanalis là một loài bướm đêm trong họ Crambidae.